# Paul Verhaeghe
Paul Verhaeghe (* 5. November 1955 in Roeselare, Belgien) ist ein belgischer Psychologe, Psychoanalytiker und ordentlicher Universitätsprofessor an der Universität Gent.

## Studien
Im Jahr 1978 schloss Verhaeghe sein Studium als Lizenziat der Psychologie an der Rijksuniversiteit Gent (RUG) ab. 1985 erlangte er dort sein erstes Doktorat in Psychologie zum Thema Hysterie und 1992 ein spezielles Doktorat in Psychodiagnostik. Er erhielt seine psychoanalytische Ausbildung zuerst an der École belge de psychanalyse (Belgische Schule für Psychoanalyse) und der Lehranalyse bei Jacques Schotte, danach an der École de la cause freudienne. Seit 2000 gilt sein Interesse vor allem dem Einfluss der gesellschaftlichen Veränderungen auf psychologische und psychiatrische Schwierigkeiten.

## Beruflicher Werdegang
Nach seinem Studium war er im Bereich Klinische Psychologie als Psychotherapeut in einem Zentrum für Geistige Gesundheitspflege (Geestelijke gezondheidszorg, GGZ) in Sint-Niklaas tätig. Danach als klinischer Psychologe – Psychotherapeut in der Besonderen Jugendhilfe in Eeklo. Ende 1981 begann er seine Doktorarbeit an der Universität Gent. 1992 wurde er zum Universitätsdozent ernannt. Im Jahr 1996 erlangte er den Rang eines ordentlichen Universitätsprofessors. Er unterrichtet Klinische Psychodiagnostik, Psychoanalytische Therapie und Geschlechterforschung. Er ist Leiter der Fachgruppe Psychoanalyse und Beratungspsychologie.
Als Fachgruppenvorsitzender motivierte er eine neue Generation psychoanalytisch geschulter Psychologen, um empirische und klinische Forschung zu betreiben. Derzeit liegt der Akzent der Fachgruppe auf der Forschung über die Wirkung psychotherapeutischer Prozesse, gesehen aus einem psychoanalytischen Blickwinkel, sowie über eine klinisch brauchbarere Form von Psychodiagnostik. Seine permanente Aufmerksamkeit für die Verbreitung der psychoanalytischen Therapie in der geistigen Gesundheitspflege geht aus der Gründung von zwei postgraduellen Fortbildungsreihen hervor.

## Werk
Im Jahr 1998 wurde Verhaeghe mit der Veröffentlichung von „Liefde in tijden van eenzaamheid“ (Liebe in Zeiten von Einsamkeit) bekannt, einem psychoanalytischen Vortrag über das Verhältnis zwischen Männern und Frauen. Ungeachtet des Schwierigkeitsgrades wurde das Buch ein unerwarteter Erfolg und ist mittlerweile in acht Sprachen übersetzt.
Bis 2000 veröffentlichte er vor allem Artikel, in denen er die Arbeit von Sigmund Freud und Jacques Lacan zu einer klinisch brauchbaren Therapie kombinierte. Mit „Over normaliteit en andere afwijkingen“ (Über Normalität und andere Abweichungen), erschienen 2002, bot er eine Alternative für die DSM-IV-Diagnostik, das ist Diagnostisches und Statistisches Handbuch Psychischer Störungen, einem Klassifikationssystem der American Psychiatric Association; die amerikanische Ausgabe des Buches „On being normal and other disorders“ erhielt den Goethe-Preis der Canadian Psychological Association. Einer der Schwerpunkte dieses Werkes ist eine Neudefinition der Aktualpathologie, einer vergessenen freudschen diagnostischen Kategorie, in der Alexithymie (Gefühlsblindheit) und ein gestörtes zwischenmenschliches Verhältnis im Mittelpunkt steht.
Kurz nach 2000 gehörte Paul Verhaeghe einer Studiengruppe an, die innerhalb der Internationalen Psychoanalytischen Vereinigung (IPV) in Bezug auf die Berührungspunkte zwischen Neurologie und Psychoanalyse gegründet wurde. Die Zusammenarbeit mit unter anderem Jaak Panksepp und Mark Solms überzeugte ihn von der Unbrauchbarkeit jeder Vorgangsweise, die den Menschen ausschließlich psychologisch oder ausschließlich körperlich zu verstehen versucht. Aufgrund dessen wird er in „Het einde van de psychotherapie“ (Das Ende der Psychotherapie) eine sehr kritische Haltung gegen die Reduktion psychologischer und psychiatrischer Probleme auf neurobiologische, erblich bedingte Erkrankungen annehmen, und in  „Identiteit“ (Identität) gegen eine szientistische Vorgangsweise der Psychologie.
Ein Essay in Buchform (New studies of old villains, 2009), in dem er seine Ansicht über den Ödipuskomplex ausarbeitete, erhielt besondere Aufmerksamkeit in der angelsächsischen Welt.
Im Jahr 2010 wurde er von den Louise-Bourgeois-Studios (New York) eingeladen, um an einem Essayband über ihr Werk mitzuwirken. Er erhielt als erster vollständigen Zugang zu ihren Tagebüchern und konnte aufgrund davon eine neue Perspektive in Bezug auf ihr Werk präsentieren.
Ab der Jahrtausendwende richtete sich seine Aufmerksamkeit auf die explosive Zunahme der Anzahl mentaler Störungen, die Dominanz einer auf Labels basierenden Psychodiagnostik (DSM) und den Zusammenhang mit gesellschaftlichen Veränderungen. In einem Vortrag in Dublin (2007) erklärte Verhaeghe, dass die klassische Psychotherapie unter Einfluss der Labeldiagnostik und einer bestimmten Auslegung von evidenzbasierter Forschung im Verschwinden begriffen ist. Die Organisatoren stellten das Video des Vortrags ins Internet, wodurch seine Thesen große Beachtung fanden. Die weitere Ausarbeitung davon stellte den Anlass für das Buch „Het einde van de psychotherapie“ (2009) (Das Ende der Psychotherapie) dar, das in kurzer Zeit sieben Nachdrucke erforderte.
Aufgrund der Forschung mit seiner Fachgruppe zum Thema Burnout-Syndrom und Depression richtete sich seine Aufmerksamkeit immer mehr auf die kombinierten Auswirkungen gesellschaftlicher Veränderungen und Arbeitsorganisation. Er arbeitete dies im Oikos-Vortrag im Jahr 2010 aus. Die Veröffentlichung davon (Verhaeghe, 2011) und die digitale Übernahme des Textes durch die Website der liberalen Expertengruppe Liberales sorgten für das entsprechende öffentliche Interesse. Im Jahr 2011 wurde dieses Werk bei Liberales als „Essay des Jahres“ ausgezeichnet.
Die weitere Vertiefung davon brachte ihn zur These, dass die gegenwärtige Identität auf einer zwingenden neoliberalen Ideologie basiert ist, und dass eine derartige Identitätsbildung gegen unsere evolutionär eingefleischte soziale Art geht. Ende Januar 2012 hielt Verhaeghe an einem belgischen nationalen Streiktag einen scharfen Vortrag im Kunstzentrum Vooruit Gent, in dem er die Bankenkrise als Bestätigung der neoliberalen Ideologie betrachtet (De neoliberale waanzin, 2012). Die Ausarbeitung davon beim Paul Verbraeke-Vortrag in Antwerpen und die daran anschließende Veröffentlichung des Textes stieß in Flandern auf sehr breites Interesse. Dieser Vortrag basierte auf zwei Kapiteln von „Identiteit“, einem Buch, das im Herbst 2012 erschien, und das sowohl in den Niederlanden als auch in Flandern seinen Weg zu einem breiten Publikum fand, sowohl bei der politischen Linken als auch bei der politischen Rechten.
Im ersten Teil von „Identiteit“ argumentiert Verhaeghe, dass unsere psychologische Identität eine Konstruktion auf einem evolutionär begründeten Unterbau ist. Evolutionär betrachtet ist der Mensch eine soziale Tierart, in der zwei entgegengesetzte Verhaltenstendenzen wirken: einerseits die Ausrichtung auf Gemeinschaft und Teilen, andererseits die Ausrichtung auf Individualismus und Nehmen. Welche der beiden Tendenzen die Oberhand bei der Konstruktion der Identität bekommt, wird durch das Gesellschaftsmodell bestimmt. Im zweiten Teil beschreibt er die heutige Gesellschaft als neuliberal, wobei er den Neoliberalismus als neue Version des Sozialdarwinismus auffasst. Die dadurch bestimmte Identitätsentwicklung ist ihm zufolge sehr negativ, weil sie gegen die soziale Art des Menschen angeht. Die negativen Auswirkungen des Neoliberalismus findet er auch in der Organisation des Unterrichts, der wissenschaftlichen Forschung und der Gesundheitsfürsorge. Im letzten Kapitel erklärt er, dass Veränderung von unten ausgehend erfolgen muss, da die neoliberale Ideologie mittlerweile Bestandteil unserer Identität ist.

## Kritik
Im Dezember 2011 wurden Verhaege und seine Fachgruppe in De Standaard von einigen Genter Wissenschaftsphilosophen wie Maarten Boudry und Griet Vandermassen kritisiert, weil er für die angeblich pseudowissenschaftliche Psychoanalyse plädiert. Verhaeghes Kollege Stijn Vanheule verteidigte die Psychoanalyse in der Hörfunksendung Peeters & Pichal gegen die Kritik von Boudry und Vandermassen.
Auch seine Publikation Identiteit wurde kritisiert: Verhaeghes Kritik des Neoliberalismus, „Szientismus“, „Big Pharma“ und DSM-5 wurde als „stark übertrieben“ befundet, so würde er „Neoliberalismus“ als Sündenbock für alle gegenwärtigen Probleme verwenden (wodurch der Begriff ein „Behälter gefüllt mit Widersprüchen“ würde), und paradoxerweise wäre er trotz seiner „Litanei gegen die Schwarzseher“ selbst ein Schwarzseher.

## Auszeichnungen
- 2007: Goethe Award for Psychoanalytic and Psychodynamic Scholarship, Canadian Psychological Association für sein Werk On being normal and other disorders (2004)

## Schriften
Paul Verhaeghe publizierte über zweihundert Artikeln und mehrere Bücher. Ein vollständiges Publikationsverzeichnis findet sich auf der Website der Universität Gent und auf der Website des Autors.
- Tussen hysterie en vrouw. Een weg door honderd jaar psychoanalyse. Een we g door honderd jaar psychoanalyse. Acco, Leuven/Amersfoort 1987, ISBN 90-334-1586-0.
  - englisch: Does the woman exist? From Freud’s hysteric to Lacan’s feminine. Rebus Press, London 1999, ISBN 1-900877-05-8.
- Liefde in tijden van eenzaamheid. Drie verhandelingen over drift en verlangen. Acco, Leuven 1998 (10. Auflage: De Bezige Bij, Amsterdam 2011, ISBN 978-90-234-7777-8)
  - deutsch: Liebe in Zeiten der Einsamkeit. Drei Essays über Begehren und Trieb. Aus dem Französischen von Karin Schreiner. Turia + Kant, Wien 2004, ISBN 3-85132-310-6 (2. Auflage 2017, ISBN 978-3-85132-563-8).
- Beyond gender. From subject to drive. Other Press, New York, 2001, ISBN 1-59051-005-4.
- Over normaliteit en andere afwijkingen. Handboek klinische psychodiagnostiek. Acco, Leuven/Leusden 2002, ISBN 90-334-5139-5.
  - englisch: On being normal and other disorders. A manual for clinical psychodiagnostics. Other Press, New York 2004, ISBN 1-59051-089-5.
- mit Philippe Van Haute: Voorbij Oedipus? Twee psychoanalytische verhandelingen over het oedipuscomplex. Boom, Amsterdam 2006, ISBN 90-8506-153-9.
- Het einde van de psychotherapie. De Bezige Bij, Amsterdam 2009, ISBN 978-90-234-4202-8.
- New studies of old villains. A radical reconsideration of the Oedipus complex. Other Press, New York 2009, ISBN 978-1-59051-282-1.
- mit Julie De Ganck: Beyond the return of the repressed. Louise Bourgois's chthonic art. 2012, ISBN 978-1-900828-37-6.
- De neoliberale waanzin. Flexibel, effient en … gestoord. VUBPress, Brussel 2012, ISBN 978-90-70289-27-0.
- Identiteit. De Bezige Bij, Amsterdam 2013, ISBN 978-90-234-7303-9.
  - deutsch: Und ich? Identität in einer durchökonomisierten Gesellschaft. Antje Kunstmann, München 2013, ISBN 978-3-88897-869-2.
- Autorität und Verantwortung. Übersetzung: Claudia Van Den Block. Antje Kunstmann, München 2016, ISBN 978-3-95614-127-0.[18]
- Narcissus in Mourning. The Disappearance of Patriarchy. Lecture at the Sigmund Freud Museum Wien. Turia + Kant, Wien 2015, ISBN 978-3-85132-779-3.
  - deutsch: Narziss in Trauer. Das Verschwinden des Patriarchats. Vortrag am Sigmund Freud Museum Wien. Turia + Kant, Wien 2015, ISBN 978-3-85132-778-6.